# Wyschejschaja Liha 2014
Die Wyschejschaja Liha 2014 war die 24. Spielzeit der höchsten belarussischen Spielklasse im Männerfußball. Sie begann am 29. März 2014 und endete am 30. November 2014.
Titelverteidiger war bereits zum achten Mal in Folge BATE Baryssau.

## Vereine
| Verein                     | Stadt      | Stadion                                      | Kapazität     |
| -------------------------- | ---------- | -------------------------------------------- | ------------- |
| Belschyna Babrujsk         | Babrujsk   | Spartak-Stadion                              | 03.700        |
| BATE Baryssau              | Baryssau   | Haradski-Stadion ab Mai 2014: Baryssau-Arena | 05.500 13.126 |
| FK Dinamo Brest            | Brest      | Brestskij-Stadion                            | 10.080        |
| FK Homel                   | Homel      | Zentralstadion                               | 14.307        |
| FK Njoman Hrodna           | Hrodna     | Njoman-Stadion                               | 08.800        |
| Dnjapro Mahiljou           | Mahiljou   | Spartak-Stadion                              | 07.990        |
| FK Dinamo Minsk            | Minsk      | Traktar-Stadion                              | 17.600        |
| FK Minsk                   | Minsk      | Torpedo-Stadion                              | 05.200        |
| Naftan Nawapolazk          | Nawapolazk | Atlant-Stadion                               | 04.520        |
| FK Schachzjor Salihorsk    | Salihorsk  | Stroitel-Stadion                             | 04.200        |
| FK Tarpeda-BelAS Schodsina | Schodsina  | Torpedo-Stadion                              | 06.524        |
| FK Sluzk                   | Sluzk      | Haradski-Stadion                             | 01.896        |

## Vorrunde
Gemäß dem zur Saison 2013 neu eingeführten Format wurde die Liga in zwei Phasen ausgetragen. Nach der Vorrunde in der alle Teams zweimal gegeneinander antraten, wurde die Liga in zwei Gruppen geteilt: die besten sechs Mannschaften erreichten die Meisterrunde, während die übrigen sechs Vereine in der Abstiegsrunde spielten.

### Tabelle
| Pl. | Verein                     | Sp. | S  | U | N  | Tore    | Diff. | Punkte |
| --- | -------------------------- | --- | -- | - | -- | ------- | ----- | ------ |
| 1.  | BATE Baryssau (M, SC)      | 22  | 15 | 6 | 1  | 046:120 | +34   | 51     |
| 2.  | FK Dinamo Minsk            | 22  | 15 | 4 | 3  | 033:800 | +25   | 49     |
| 3.  | Naftan Nawapolazk          | 22  | 10 | 7 | 5  | 030:200 | +10   | 37     |
| 4.  | FK Homel                   | 22  | 8  | 8 | 6  | 021:210 | ±0    | 32     |
| 5.  | FK Schachzjor Salihorsk    | 22  | 9  | 5 | 8  | 020:200 | ±0    | 32     |
| 6.  | FK Tarpeda-BelAS Schodsina | 22  | 8  | 7 | 7  | 021:200 | +1    | 31     |
| 7.  | FK Njoman Hrodna           | 22  | 7  | 6 | 9  | 025:240 | +1    | 27     |
| 8.  | FK Minsk (P)               | 22  | 8  | 2 | 12 | 023:260 | −3    | 26     |
| 9.  | FK Sluzk (N)               | 22  | 7  | 4 | 11 | 015:260 | −11   | 25     |
| 10. | FK Dinamo Brest            | 22  | 6  | 4 | 12 | 023:520 | −29   | 22     |
| 11. | Belschyna Babrujsk         | 22  | 4  | 6 | 12 | 028:380 | −10   | 18     |
| 12. | Dnjapro Mahiljou (R)       | 22  | 1  | 9 | 12 | 011:290 | −18   | 12     |

| (M)  | amtierender belarussischer Meister          |
| (P)  | amtierender belarussischer Pokalsieger      |
| (SC) | amtierender belarussischer Supercupgewinner |
| (N)  | Aufsteiger aus der Perschaja Liha 2013      |

### Kreuztabelle
| 2014                       | BATE Baryssau | Belschyna Babrujsk | FK Dinamo Brest | FK Dinamo Minsk | Dnjapro Mahiljou | FK Homel | FK Minsk | Naftan Nawapolazk | Njoman Hrodna | FK Schachzjor Salihorsk | FK Sluzk | FK Tarpeda-BelAS Schodsina |
| -------------------------- | ------------- | ------------------ | --------------- | --------------- | ---------------- | -------- | -------- | ----------------- | ------------- | ----------------------- | -------- | -------------------------- |
| BATE Baryssau              |               | 5:2                | 4:0             | 0:0             | 3:0              | 0:0      | 1:0      | 3:1               | 0:0           | 0:0                     | 3:0      | 1:1                        |
| Belschyna Babrujsk         | 1:2           |                    | 7:0             | 0:1             | 0:0              | 1:2      | 0:3      | 1:1               | 3:4           | 2:1                     | 1:2      | 0:1                        |
| FK Dinamo Brest            | 0:4           | 2:2                |                 | 2:1             | 0:2              | 2:0      | 2:3      | 0:7               | 1:2           | 0:0                     | 2:1      | 2:1                        |
| FK Dinamo Minsk            | 0:2           | 4:1                | 3:1             |                 | 3:0              | 1:0      | 2:0      | 2:1               | 1:0           | 3:0                     | 3:0      | 0:0                        |
| Dnjapro Mahiljou           | 0:1           | 0:0                | 0:1             | 0:1             |                  | 1:1      | 1:1      | 0:2               | 2:3           | 0:1                     | 0:2      | 2:2                        |
| FK Homel                   | 0:3           | 3:1                | 6:3             | 0:2             | 0:0              |          | 1:0      | 2:2               | 0:2           | 1:0                     | 1:0      | 0:0                        |
| FK Minsk                   | 1:4           | 0:1                | 2:0             | 0:2             | 1:0              | 1:2      |          | 0:1               | 1:1           | 3:0                     | 1:0      | 0:2                        |
| Naftan Nawapolazk          | 1:1           | 3:1                | 1:1             | 0:2             | 0:0              | 1:0      | 0:4      |                   | 2:0           | 1:1                     | 1:0      | 2:0                        |
| FK Njoman Hrodna           | 1:2           | 1:1                | 1:1             | 0:2             | 4:1              | 1:1      | 0:1      | 0:2               |               | 3:0                     | 0:1      | 0:0                        |
| FK Schachzjor Salihorsk    | 2:0           | 1:2                | 2:3             | 0:0             | 0:0              | 0:1      | 3:1      | 2:0               | 1:0           |                         | 2:0      | 2:0                        |
| FK Sluzk                   | 1:3           | 1:0                | 1:0             | 0:0             | 1:1              | 0:0      | 2:0      | 0:0               | 0:2           | 0:1                     |          | 2:1                        |
| FK Tarpeda-BelAS Schodsina | 1:4           | 1:1                | 2:0             | 1:0             | 2:1              | 0:0      | 1:0      | 0:1               | 1:0           | 0:1                     | 4:1      |                            |

## Endrunde

### Meisterrunde
Die sechs bestplatzierten Vereine der Vorrunde erreichten die Meisterrunde, in der es neben der Meisterschaft auch um die internationalen Plätze im Europapokal ging. Der Meister qualifizierte sich für die Champions League und die beiden Mannschaften auf den Plätzen zwei und drei für die Europa League.
Gespielt wurde eine weitere Doppelrunde zwischen den sechs Vereinen, wobei alle Ergebnisse aus der Vorrunde übertragen wurden.

#### Tabelle
| Pl. | Verein                     | Sp. | S  | U  | N  | Tore    | Diff. | Punkte |
| --- | -------------------------- | --- | -- | -- | -- | ------- | ----- | ------ |
| 1.  | BATE Baryssau (M, SC)      | 32  | 20 | 11 | 1  | 068:210 | +47   | 71     |
| 2.  | FK Dinamo Minsk            | 32  | 18 | 7  | 7  | 044:210 | +23   | 61     |
| 3.  | FK Schachzjor Salihorsk    | 32  | 14 | 8  | 10 | 035:280 | +7    | 50     |
| 4.  | FK Tarpeda-BelAS Schodsina | 32  | 13 | 11 | 8  | 038:300 | +8    | 50     |
| 5.  | Naftan Nawapolazk          | 32  | 11 | 10 | 11 | 040:430 | −3    | 43     |
| 6.  | FK Homel                   | 32  | 10 | 8  | 14 | 029:410 | −12   | 38     |

| (M)  | amtierender belarussischer Meister          |
| (SC) | amtierender belarussischer Supercupgewinner |

#### Kreuztabelle
| 2014                       | BATE Baryssau | FK Dinamo Minsk | FK Homel | Naftan Nawapolazk | FK Schachzjor Salihorsk | FK Tarpeda-BelAS Schodsina |
| -------------------------- | ------------- | --------------- | -------- | ----------------- | ----------------------- | -------------------------- |
| BATE Baryssau              |               | 0:0             | 4:0      | 4:0               | 1:1                     | 1:1                        |
| FK Dinamo Minsk            | 1:2           |                 | 0:2      | 2:0               | 1:4                     | 1:1                        |
| FK Homel                   | 1:2           | 0:2             |          | 3:0               | 0:1                     | 0:1                        |
| Naftan Nawapolazk          | 2:2           | 1:1             | 5:1      |                   | 0:0                     | 1:5                        |
| FK Schachzjor Salihorsk    | 1:4           | 1:2             | 3:0      | 2:0               |                         | 0:0                        |
| FK Tarpeda-BelAS Schodsina | 2:2           | 2:1             | 2:1      | 3:1               | 0:2                     |                            |

### Abstiegsrunde
Die Teams auf den Plätzen 7 bis 12 der Vorrunde erreichten die Abstiegsrunde. Nach Abschluss der Runde stieg der Letztplatzierte in die zweitklassige Perschaja Liha ab – der Vorletzte bestritt zwei Relegationsspiele gegen den Zweitplatzierten der Perschaja Liha 2014 um den Verbleib in der Wyschejschaja Liha.
Gespielt wurde eine weitere Doppelrunde zwischen den sechs Vereinen, wobei alle Ergebnisse aus der Vorrunde übertragen wurden.

#### Tabelle
| Pl. | Verein               | Sp. | S  | U  | N  | Tore    | Diff. | Punkte |
| --- | -------------------- | --- | -- | -- | -- | ------- | ----- | ------ |
| 7.  | FK Minsk (P)         | 32  | 16 | 4  | 12 | 045:360 | +9    | 52     |
| 8.  | FK Njoman Hrodna     | 32  | 11 | 9  | 12 | 041:360 | +5    | 42     |
| 9.  | FK Sluzk (N)         | 32  | 11 | 7  | 14 | 026:340 | −8    | 40     |
| 10. | Belschyna Babrujsk   | 32  | 8  | 8  | 16 | 042:560 | −14   | 32     |
| 11. | FK Dinamo Brest      | 32  | 7  | 5  | 20 | 029:680 | −39   | 26     |
| 12. | Dnjapro Mahiljou (R) | 32  | 2  | 14 | 16 | 019:420 | −23   | 20     |

| (P) | amtierender belarussischer Pokalsieger |
| (R) | Relegationssieger                      |
| (N) | Aufsteiger aus der Perschaja Liha 2013 |

#### Kreuztabelle
| 2014               | Belschyna Babrujsk | FK Dinamo Brest | Dnjapro Mahiljou | FK Minsk | Njoman Hrodna | FK Sluzk |
| ------------------ | ------------------ | --------------- | ---------------- | -------- | ------------- | -------- |
| Belschyna Babrujsk |                    | 2:1             | 1:1              | 1:2      | 1:3           | 2:1      |
| FK Dinamo Brest    | 0:1                |                 | 1:1              | 1:2      | 0:1           | 0:2      |
| Dnjapro Mahiljou   | 1:2                | 1:0             |                  | 0:2      | 1:1           | 1:1      |
| FK Minsk           | 1:1                | 5:2             | 2:1              |          | 2:1           | 0:0      |
| FK Njoman Hrodna   | 5:2                | 0:1             | 1:1              | 2:4      |               | 2:0      |
| FK Sluzk           | 3:1                | 1:0             | 2:0              | 1:2      | 0:0           |          |

### Relegation
Der Zwölfplatzierte bestritt nach Abschluss der regulären Saison am 3. und 6. Dezember zwei Relegationsspiele gegen den Drittplatzierten der Perschaja Liha.
|            | Gesamt |                  | Hinspiel | Rückspiel |
| ---------- | ------ | ---------------- | -------- | --------- |
| FK Wizebsk | 3:1    | Dnjapro Mahiljou | 2:0      | 1:1       |

## Torschützenliste
| Pl. | Name                  | Team                    | Tore |
| --- | --------------------- | ----------------------- | ---- |
| 01. | Mikalaj Janusch       | FK Schachzjor Salihorsk | 15   |
| 02. | Aljaksandar Makas     | FK Minsk                | 14   |
| 03. | Michail Gardsejtschuk | BATE Baryssau           | 12   |
| 03. | Jachor Subowitsch     | FK Njoman Hrodna        | 12   |
| 05. | Wital Radsiwonau      | BATE Baryssau           | 11   |
| 05. | Dsmitrij Chlebasolau  | Belschyna Babrujsk      | 10   |
| 05. | Sjarhej Krywez        | BATE Baryssau           | 10   |
| 05. | Pawel Sawizki         | FK Njoman Hrodna        | 10   |
| 08. | Wadsim Dsemidovitsch  | Naftan Nawapolazk       | 09   |
| 08. | Mikalaj Signewitsch   | BATE Baryssau           | 09   |
| 10. | Nenad Adamović        | FK Dinamo Minsk         | 08   |
| 10. | Henads Blisnjuk       | FK Homel                | 08   |
| 10. | Ihar Stassewitsch     | FK Dinamo Minsk         | 08   |
| 10. | Raman Wasiljuk        | FK Dinamo Brest         | 08   |